# Dorfkirche Wöllnitz

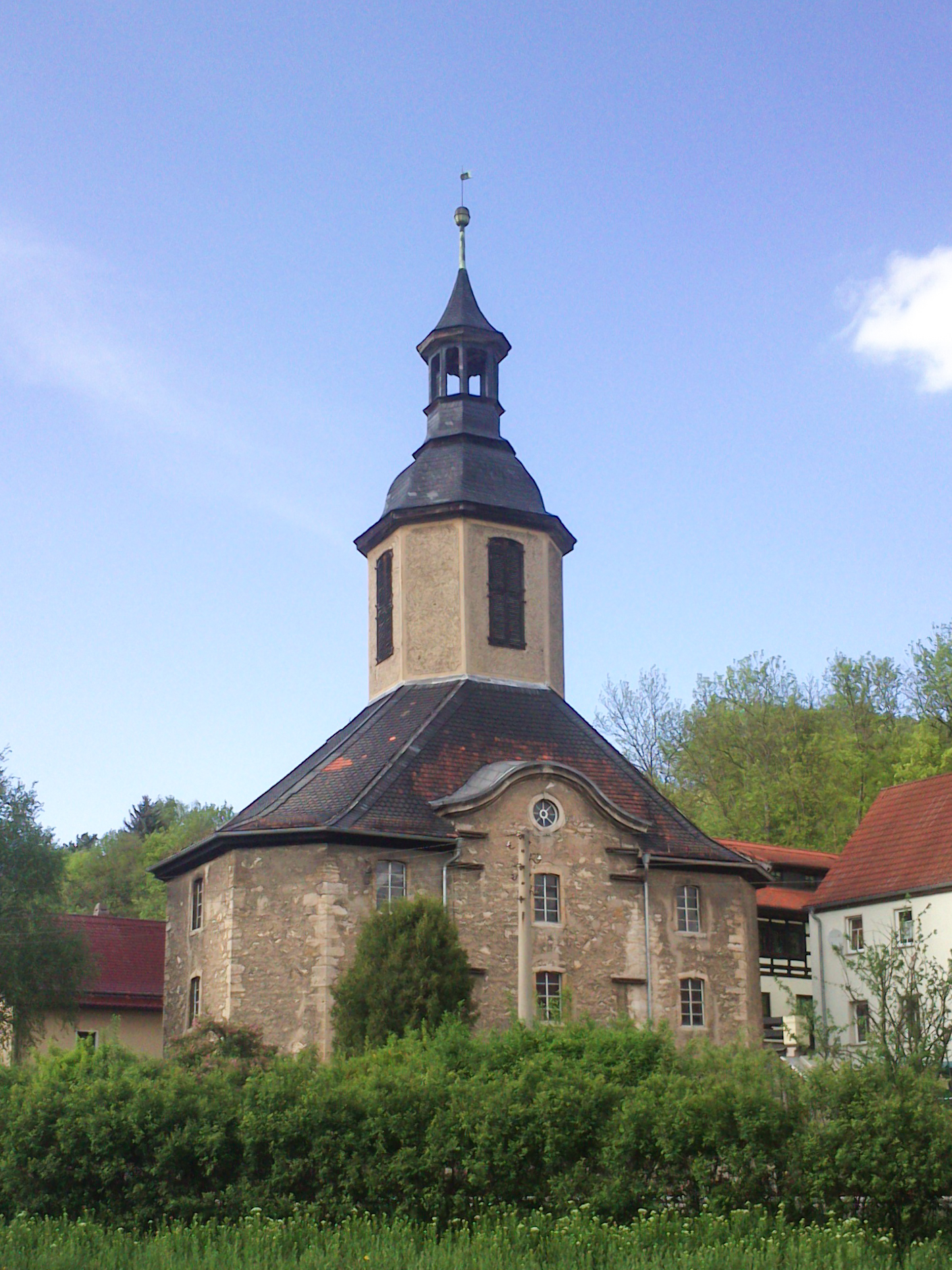
Dorfkirche Wöllnitz

Die Dorfkirche Wöllnitz steht im Stadtteil Wöllnitz der Stadt Jena in Thüringen.

## Lage
Die Dorfkirche Wöllnitz liegt fußläufig erreichbar im ehemalig genannten Dorfteil Unterwöllnitz, einem Kirchortsteil der ländlichen Räume der Stadt Jena unmittelbar östlich der Saale.

## Geschichte
Die Kirche wurde 1740–1743 als ein Zentralbau in Form eines unregelmäßigen Achtecks errichtet. Ihre auffallende Form ist beeinflusst durch Adelsgeschlechter wie das der von Ziegesar. 

## Der Turm
Über dem Mittelraum erhebt sich der achteckige Dachturm mit Schweifkuppel und Laterne.

## Wände und Giebel
Ein Barockgiebel betont die Südseite. Die Mauern der Kirche werden von flachbogigen Fenstern durchbrochen.

## Inneres
Der Charakter eines Zentralbaus wird auch im Inneren der Kirche sichtbar: Durch eine querrechteckige umlaufende zweizonige Empore. Dabei erfährt die Querachse durch tiefe Schildbögen, die sich zwischen den Wandpfeilern befinden, ihre Betonung.

## Ausstattung
- ein hölzernes Taufgestell aus dem 19. Jahrhundert
- eine Orgel aus dem frühen 19. Jahrhundert

## Instandsetzung
Eine Instandsetzung und Restaurierung erfolgte von 1965 bis 1968.